# Tourtour
Tourtour is een gemeente in het Franse departement Var (regio Provence-Alpes-Côte d'Azur) en telt 519 inwoners (2005). De plaats maakt deel uit van het arrondissement Draguignan. Tourtour is lid van Les Plus Beaux Villages de France.
Tourtour kreeg stadsmuren in de 12e en in de 15e eeuw; delen hiervan zijn bewaard gebleven. Het gemeentehuis is gevestigd in het voormalige kasteel uit de 17e eeuw. Verspreid over het dorp zijn er acht bronnen. De dorpskerk is romaans.
In de gemeente zijn er veel olijfboomgaarden. Op sommige plaatsen kunnen er groenten worden geteeld. Verder worden er schapen gehouden.
Beeldend kunstenaar Bernard Buffet (1928-1999) woonde ongeveer 15 jaar in de gemeente en beeldde het dorp meermaals af in zijn werk. Twee van zijn bronzen beelden (Le Lucane en Le Flambé) staan op het plein voor het gemeentehuis.

## Geografie
De oppervlakte van Tourtour bedraagt 29,5 km², de bevolkingsdichtheid is 17,6 inwoners per km².
Het centrum ligt op een hoogte van 635 m.
De onderstaande kaart toont de ligging van Tourtour met de belangrijkste infrastructuur en aangrenzende gemeenten.

## Demografie
Onderstaande figuur toont het verloop van het inwonertal (bron: INSEE-tellingen).